# Номборн
Номборн (нем. Nomborn) — община в Германии, в земле Рейнланд-Пфальц. 
Входит в состав района Вестервальд. Подчиняется управлению Монтабаур.  Население составляет 715 человек (на 31 декабря 2010 года). Занимает площадь 4,00 км².